# Steam Detectives
Steam Detectives (яп. 快傑蒸気探偵団 кайкэцу дзё:ки тантэйдан) — манга и созданный в 1998 году аниме-сериал в жанре стимпанк. Создателем серии является мангака Киа Асамия. Манга состоит из 13 томов, аниме из 26 серий. В Японии манга выпускалась в журнале Ultra Jump компанией Shueisha. Аниме сериал транслировался с октября 1998 — марта 1999 телестанцией TV Tokyo. В США, аниме было лицензирована компанией ADV Films, манга — издательством Viz Media. Сериал транслировался на канале The Anime Network. В настоящее время нет каких либо планов выпустить аниме в России.
Steam Detectives рассказывает о борьбе молодого детектива Нарутаки и его ассистентки Ринрин против бандитов властвующих в городе Вечного Пара.

## Сюжет
История сериала начинается в большом мегаполисе, постоянно окутанном туманом, известном нам лишь под названием города Вечного Пара (англ. Steam City). Город и пейзаж Steam Detectives во многом похожи на викторианский Лондон. В этой альтернативной истории человечества, единственным источником энергии является уголь. В результате, город сильно прогрессировал в развитии технологий для постройки паровых машин работающих на угле.
Из-за обилия этих машин, мегаполис теперь постоянно окутан туманом, сильно уменьшающим видимость. Наука также дала городу роботов — Мегаматонов, работающих на паровых двигателях. Хотя Мегаматоны сильно облегчили повседневную жизнь жителей, бандиты и разбойники тоже не дремлют — под прикрытием постоянного тумана, они совершают дерзкие нападения на горожан с помощью собственных Мегаматонов. Полиция города бессильна чем-либо противостоять злодеям и остановить разгул преступности. Однако на помощь простым жителям приходят агенты Детективного агентства Нарутаки — молодой детектив Нарутаки и его отважная ассистентка — медсестра Ринрин. Вместе с мегаматоном Ринрин, огромным и сильным Горики, они принимают решение сделать все возможное и невозможное для защиты родного города.

## Персонажи

### Герои
Нарутаки (яп. 鳴滝) — Молодой детектив, сирота, потерявший своих родителей, Нарутаки намерен посвятить свою жизнь на защите родного города. Для этого он создал собственную контору, которая занимается расследованиями преступлений. Он весьма серьёзный и самоотверженный молодой человек, хотя из-за его юного возраста многие сомневаются в его способностях.
Сэйю: Соитиро Хоси
Ринрин (яп. 鈴々) — Несмотря на свою красоту и беззащитную наружность, Ринрин весьма способная и отважная девушка, полностью разделяющая решимость Нарутаки освободить город Вечного Пара от бандитов. Ринрин является вторым агентом Детективного агентства Нарутаки. Она работает медсестрой в городском госпитале.
Сэйю: Хироко Тагути
Горики (яп. 強力) — Мегаматон Нарутаки. Не очень много известно о нём. Горики, как и каждый мегаматон, работает при помощи паровой машины. Горики был изначально спроектирован доктором Сю, отцом Ринрин, в помощь жителям мегаполиса. Может из-за этого, Горики сильно привязан к Ринрин. Он был создан из железа и силён как танк. Хотя обычно мегаматоны управляются рабочими с помощью дистанционного управления, Горики представляет исключение, он может передвигаться автономно без всяких указаний извне.
Сэйю: Такума Судзуки
Онигавара (яп. 鬼瓦) — Трудолюбивый детектив, работающий в полицейском отделении города Вечного Пара. Онигавара считает, что бороться с бандитами надо обычными методами, и изначально скептически относится к Нарутаки и его агентству.
Сэйю: Нобуо Тобита

### Злодеи
Фантом (яп. ファンタム Фантаму) — Ночной Фантом является, вероятно, самым опасным противником детективного агентства Нарутаки. Судьбы Фантома и Нарутаки неразрывно связаны. Его настоящая личность не известна. Фантом постоянно скрывает своё лицо под чёрной маской. Он ненавидит город Вечного Пара и особенно самого Нарутаки. Фантом поклялся уничтожить Нарутаки даже если ему самому придётся умереть.
Сэйю: Акио Оцука
Доктор Guilty — Всемирно известный в научном мире как инженер специализирующийся в постройке биомеханических Мегаматонов, доктор Guilty не отстает от остальных злодеев города Вечного Пара в своём стремлении посеять хаос и панику среди простых жителей. Доктор Guilty испытывает особенно сильную ненависть к отцу Ринрин, которая теперь ещё больше усилилась после того, как он узнал, что доктор Сю, вероятно, мертв. Доктор Guilty считает своей целью создание серии новых Мегаматонов, обладающих невиданной до этого разрушительной силой.
Ле Блед (яп. ル・ブレッド Ру Бурэтто) — один из главных антагонистов сериала, молодой и любящий искусство, Ле Блед рассматривает Нарутаки как своего единственного достойного противника. Ле Блед достаточно богат и имеет обширное знание искусств, музыки и истории. Возможно, это потому, что в юности он получил хорошее образование. Неизвестны истинные причины, заставившие Ле Бледа перейти в мир преступности. Ле Блед, как и Фантом, носит маску, скрывающую его лицо. Нарутаки и Ле Блед имеют общую историю, хотя это может быть связано с тем, что Нарутаки является единственным человеком, кто однажды смог почти захватить самого Ле Бледа. Его верной помощницей является Ранран, единственная, кто знает его настоящее лицо.
Сэйю: Такэси Кусао
Ранран (яп. 蘭々) — Красивая и умная девушка, Ранран является старшей сестрой Ринрин. Ранран состоит в криминальном сообществе вместе с Ле Бледом и может быть является его любовницей. Она опытная бандитка. Ранран пытается сделать все возможное, чтобы подчинить город Вечного Пара воле Ле Бледа, даже если это будет означать смерть невинных людей. Ранран всегда следует за ним и не замедлит исполнить любое его желание. Ле Блед полностью доверяет ей и посвящает её в свои планы. Она сильно ненавидит Нарутаки и неоднократно пыталась убить его. Ранран желает переманить на сторону бандитов свою сестру Ринрин, или хотя бы заставить её бросить помогать Нарутаки.
Сэйю: Мики Нагасава
Красный Скорпион (яп. 紅サソリ Бэни Сасори) — Хитрая и весьма удачливая разбойница, Маргарита любит собирать редкие и дорогие драгоценности. Она часто грабит богатые дома и совершает дерзкие налеты на банки вместе со своими помощниками, Пастой и Дорией.
Сэйю: Тиса Ёкояма
Барон (яп. 機械男爵 Кикай Дансяку) — (англ. Machine Baron — Барон машин) Странный и загадочный персонаж, он прячет своё лицо под железной маской. Может быть, он является полу-киборгом. Барон скрывается в подземных кварталах города Вечного Пара. Он также прекрасно разбирается в мегаматонах и собирает наиболее редкие из них в свою коллекцию. После того как он однажды увидел мегаматона Горики в деле, Барон поставил себе обязательную цель захватить его. Барон, может быть, и не самый грозный злодей, встречавшийся на пути наших героев, но тем не менее, он достаточно опасный персонаж для агентства Нарутаки.
Сэйю: Норио Вакамото

## Музыка
- Elika — Kimi, Hohoenda Yoru (открывающая)
- Elika — Okubyou Emotion (1-я закрывающая)
- Elika — Oasis (2-я закрывающая)

## Разница между аниме и мангой
- В манге Нарутаки носит с собой настоящий пистолет. Однако в аниме он был заменен на пистолет-гаджет, который не является летальным.
- В манге на форме Ринрин есть красный крест, который носят медсестры Красного Креста. Однако он был убран из аниме-сериала.

## Интересные факты
- Как позднее сам признавался Киа Асамия, идея и сам дух сериала Steam Detectives во многом обязаны легендарному Бэтмену. Например, как и Бэтмен, молодой Нарутаки является единственным человеком, который успешно противостоит преступникам для спасения своего города. У обоих в юности умерли родители, и оба остались единственными наследниками богатого состояния родителей. Бэтмен и Нарутаки не обладают какими-либо сверхчеловеческими способностями, а используют лишь свой ум, смелость, смекалку и всевозможную технику. Город Вечного пара также во многом похож на мрачный бэтменский мегаполис Готэм-сити. Нарутаки и Бэтмен оба борются против многочисленных и разнородных преступников. Возле Бэтмена всегда находится его верный дворецкий Альфред, а у Нарутаки есть преданный Кавакубо. Оба позднее включают в свои ряды помощников-ассистентов; у Бэтмена появляется молодой Робин, а к Нарутаки присоединяется спасённая им медсестра Ринрин.